# منوچهر صادقی
منوچهر صادقی (زاده ۱۳۱۷ در تهران) استاد سنتور است. او سال‌ها تکنواز ارکستر شماره یک هنرهای زیبای کشور بود و کنسرت‌های متعددی در حضور مقامات کشورهای خارجی چون هندوستان، پاکستان، ترکیه، دانمارک، انگلستان و آمریکا اجرا کرده و در عین حال در کنسرواتوار موسیقی ملی ایران تدریس کرده‌است.

صادقی از برجسته‌ترین شاگردان ابوالحسن صبا بوده و از نوزده سالگی به تدریس سنتور پرداخته است. او سال‌ها با سمت استادی در هنرستان موسیقی ملی در زمان ریاست امیر جاهد به تعلیم دانشجویان پرداخت که از جمله شاخص‌ترین شاگردان او می‌توان به مجید کیانی اشاره نمود. منوچهر صادقی از سال ۱۳۴۳ در آمریکا زندگی می‌نماید و در سال ۲۰۰۲ جایزهٔ «استاد موسیقی بنیاد دورفی» به وی اعطا شد.

## اوایل زندگی
منوچهر صادقی در سال ۱۳۱۷ در تهران متولد شد. از هفت سالگی نواختن سنتور را شروع کرد. در دوازده سالگی نزد استاد ابوالحسن صبا رفت و اندکی بعد جزو شاگردان مخصوص او شد. او پس از سال‌ها شاگردی نزد ابوالحسن صبا به ارکستر شماره یک هنرهای زیبای کشور به رهبری استاد صبا راه یافت.
منوچهر صادقی سال‌ها تکنواز ارکستر شماره یک هنرهای زیبای کشور بود و کنسرت‌های متعددی در حضور مقامات کشورهای خارجی چون هندوستان، پاکستان، ترکیه، دانمارک، انگلستان و آمریکا اجرا کرد. او از نوزده سالگی به تدریس سنتور پرداخت و سال‌ها با سمت استادی در هنرستان موسیقی ملی در زمان ریاست امیر جاهد به تعلیم دانشجویان پرداخت که از جمله شاخص‌ترین شاگردان او می‌توان به مجید کیانی اشاره نمود.

## زندگی در آمریکا
منوچهر صادقی در سال ۱۳۴۳ ایران را به قصد آمریکا ترک نمود، تلویزیون ایران هم در بزرگداشت وی برنامهٔ خداحافظی مخصوصی ترتیب داد و از وی تجلیل کرد. صادقی به مجرد ورود به کشور آمریکا معرف زندگی فرهنگی و هنری جامعهٔ ایرانیان مقیم آمریکا شد و در دانشگاه ایالتی فولرتون و بعد دانشگاه کالیفرنیا-لوس آنجلس به ادامه تحصیل پرداخت.

او سپس در آمریکا به تدریس و آموزش تئوری و اجرای موسیقی ایرانی مشغول شد و سالها به‌عنوان استاد بخش موسیقی‌شناسی قومی و نژادی (موسیقی سنتی ایران) در دانشگاه لس آنجلس کالیفرنیا به تدریس پرداخته‌است.

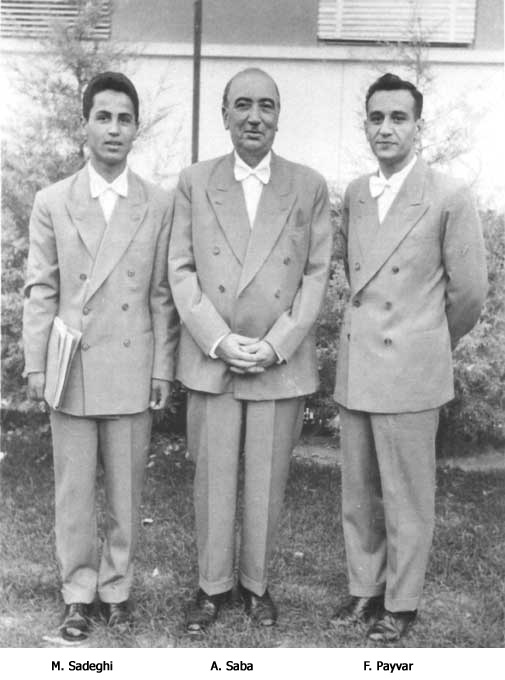
فرامرز پایور، ابوالحسن صبا، منوچهر صادقی

## آثار و افتخارات
منوچهر صادقی مقالات و آثار زیادی را به چاپ رسانده‌است، به‌عنوان مثال مجموعه‌ای تحت عنوان ردیف صادقی به صورت چند رسانه‌ای تهیه کرده‌است. همچنین او ردیف میرزا عبدالله را به انگلیسی ترجمه کرده‌است.
تحقیقات وی در زمینهٔ موسیقی‌شناسی از سوی مؤسسه فولبرایت-هیز مورد تقدیر واقع شده و در سال ۲۰۰۰ جایزهٔ «موسیقی دان برتر» را از سوی بنیاد دورفی نصیب او کرده‌است. صادقی جایزهٔ انجمن میراث فرهنگی ملی آمریکا را نیز دریافت کرده‌است.
آلبوم منتشر شدهٔ اخیر منوچهر صادقی در ایران «خیال» نام دارد.